# Humberto Pinto Díaz
Humberto Pinto Díaz (Ovalle, 23 de agosto de 1907 - Santiago, 23 de junio de 1962) fue un profesor de sociología y político conservador chileno. Se desempeñó como diputado de la República en representación de la 7ª Agrupación Departamental, Santiago, 1° Distrito, durante tres periodos legislativos consecutivos entre 1953 y 1962.

## Familia y estudios
Nació en Ovalle, el 23 de agosto de 1907; hijo de Aníbal Pinto y Amelia Díaz. Realizó sus estudios primarios y secundarios en el Liceo de Ovalle y el Liceo de San Fernando, respectivamente. Continuó los superiores en la Pontificia Universidad Católica (PUC), donde se tituló como profesor en sociología. en 1932.

## Carrera profesional
Ejerció su profesión docente en su universidad. También se dedicó al trabajo en medios de comunicación, colaborando con el diario de orientación social cristiana Verdad, con la revista Zig-Zag y otras publicaciones. Desde 1939 mantuvo un programa en la Radio Cooperativa Vitalicia, destinado a la difusión social, apoyado por departamentos de bienestar y los sindicatos de obreros.
De esa misma manera, realizó charlas que fueron difundidas por la cadena de Brodcasting de Chile. En 1943 fue invitado por la radio de Valparaíso "LS-4", donde dio algunas conferencias. Asimismo, dictó algunas charlas en el Instituto de Cultura Superior de Montevideo, Uruguay y en el Ateneo de la Juventud y Casa de la Empleada de Buenos Aires, Argentina. En 1943 también, fue a Punta Arenas y en 1944, al norte del país, donde dio un ciclo de conferencias.
Entre otras cosas, organizó el Centro Social de Jóvenes de los Sagrados Corazones, SS.CC. de Santiago y fue ocho años presidente de la Juventud Católica de Chile.
Se dedicó al bienestar y la educación de los conglomerados ciudadanos. Se calcula que durante treinta años dictó más de catorce mil conferencias y charlas, recorriendo el país unas ciento veinte veces. Divulgó especialmente, tesis de sociología, de estética literaria y moral pública y privada.
Fue miembro honorario de la Sociedad Protectora de Animales y del Instituto de Cultura Popular, conjuntos artísticos del Instituto, conjuntos artísticos obreros, del Centro Latinoamericano, entre otros.

## Carrera política
Militante del Movimiento Nacional del Pueblo (MONAP), en las elecciones parlamentarias de 1953, fue elegido como diputado por la Sétima Agrupación Departamental, Santiago, 1° Distrito; por el período legislativo 1953-1957. Durante su gestión integró la Comisión Permanente de Gobierno Interior.
Abandonó el MONAP, y en 1957 se incorporó a la Falange Nacional (FN), postulándose a la reelección diputacional en las elecciones parlamentarias de ese año por la misma Agrupación y Distrito, siendo reelegido por el período 1957-1961. En esa ocasión integró la Comisión Permanente de Educación Pública.
De la misma manera, abandonó la FN, y en 1961 se integró al Partido Conservador Unido (PCU), presentándose a la reelección diputacional en las elecciones parlamentarias de ese año por la misma Agrupación y Distrito, siendo reelegido para el período 1961-1965. En esta oportunidad, integró la Comisión Permanente de Policía Interior y Reglamento. No logró finalizar su periodo parlamentario debido a su fallecimiento el 23 de junio de 1962, incorporándose en su reemplazo Gustavo Monckeberg Barros, el 9 de octubre del mismo año, quien triunfó en la elección complementaria realizada el 2 de septiembre.